# Historia militar de Escocia

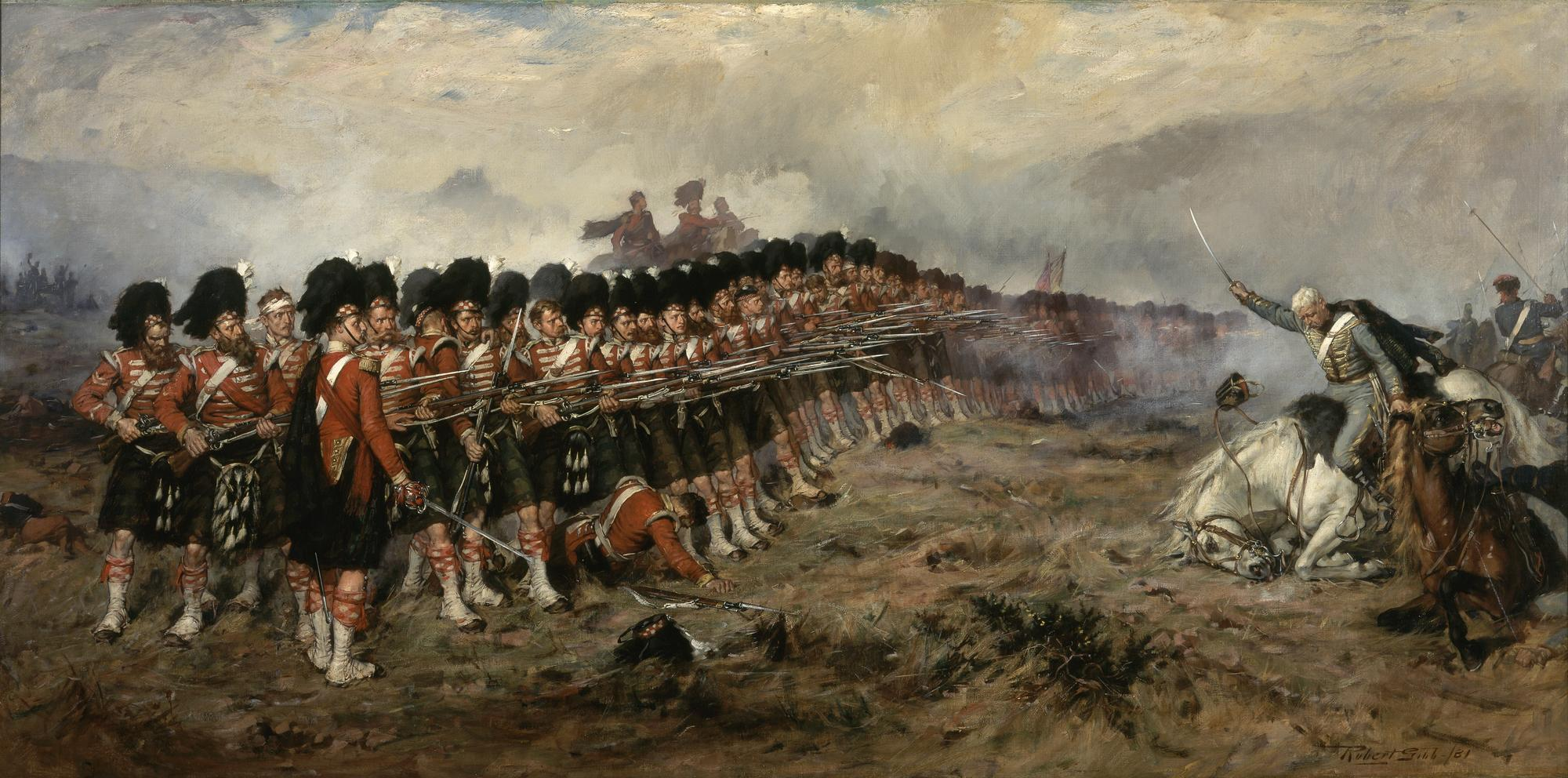
The Thin Red Line de 1854, por Robert Gibb, en su 1881 painting

Históricamente, Escocia tiene una larga tradición militar que es anterior a las Actas de Unión con Inglaterra. Sus soldados forman parte de las fuerzas armadas del Reino Unido, a las que se suele denominar internamente en Gran Bretaña como Fuerzas Armadas Británicas.

## Historia previa a la Unión

### Real Armada Escocesa
.

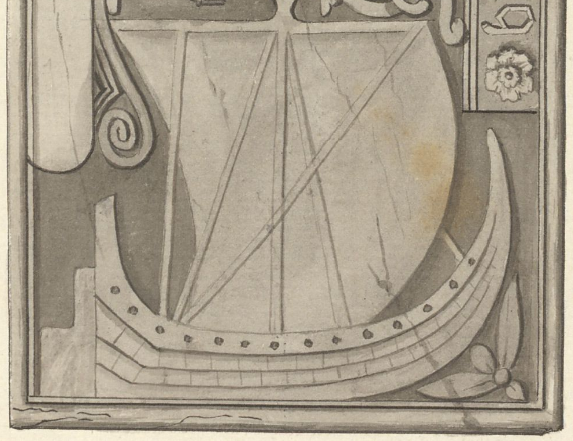
Talla de un birlinn de una lápida del en la capilla de MacDufie, Oronsay, tal y como se grabó en 1772

En los registros medievales se mencionan flotas comandadas por reyes escoceses, como Guillermo el León. y Alejandro II. Este último tomó el mando personal de una gran fuerza naval que zarpó del estuario del Clyde y fondeó frente a la isla de Kerrera en 1249, con la intención de transportar a su ejército en una campaña contra el Reino de las Islas, pero murió antes de que la campaña pudiera comenzar. El poder naval vikingo se vio interrumpido por los conflictos entre los reinos escandinavos, pero entró en un periodo de resurgimiento en el siglo XIII, cuando los reyes noruegos empezaron a construir algunos de los barcos más grandes vistos en aguas del norte de Europa. Entre ellos se encuentra el Kristsúðin del rey Hakon Hakonsson, construido en Bergen entre 1262 y 63, que tenía 260 pies (79 m) de eslora, de 37 habitaciones. En 1263 Hakon respondió a los designios de Alejandro III sobre las Hébridas dirigiendo personalmente una importante flota de cuarenta barcos, incluido el Kristsúðin, hacia las islas, donde fueron engrosados por los aliados locales hasta llegar a los 200 barcos. Los registros indican que Alejandro hizo construir varios barcos de remos de gran tamaño en Ayr, pero evitó una batalla naval. La derrota en tierra en la Batalla de Largs y las tormentas de invierno obligaron a la flota noruega a regresar a casa, dejando a la Corona escocesa como la principal potencia en la región y conduciendo a la cesión de las islas occidentales a Alejandro en 1266.
El poderío naval inglés fue vital para las exitosas campañas de Edward I en Escocia a partir de 1296, utilizando principalmente barcos mercantes de Inglaterra, Irlanda y sus aliados en las Islas para transportar y abastecer a sus ejércitos. Parte de la razón del éxito de Roberto I fue su capacidad de recurrir a las fuerzas navales de las islas. Como resultado de la expulsión de los flamencos de Inglaterra en 1303, obtuvo el apoyo de una importante potencia naval en el Mar del Norte. El desarrollo del poder naval permitió a Roberto derrotar con éxito los intentos ingleses de capturarlo en las Tierras Altas y las Islas y bloquear las principales fortalezas controladas por los ingleses en Perth y Stirling, lo que obligó a Edward II a intentar el relevo que resultó en la derrota inglesa en Bannockburn en 1314. Las fuerzas navales escocesas permitieron las invasiones de la isla de Man en 1313 y 1317 y de Irlanda en 1315. También fueron cruciales en el bloqueo de Berwick, que provocó su caída en 1318.
Tras el establecimiento de la independencia de Escocia, Roberto I centró su atención en la creación de una capacidad naval escocesa. Esto se centró en gran medida en la costa occidental, y los Rollos del Tesoro de 1326 registran las obligaciones feudales de sus vasallos en esa región para ayudarle con sus buques y tripulaciones. Hacia el final de su reinado supervisó la construcción de al menos un hombre de guerra real cerca de su palacio en Cardross en el río Clyde. A finales del siglo XIV, la guerra naval con Inglaterra fue llevada a cabo en gran medida por mercantes y corsarios escoceses, flamencos y franceses contratados. Jaime I se interesó más por el poder naval. Tras su regreso a Escocia en 1424, estableció un astillero en Leith, una casa para los almacenes marinos y un taller. Allí se construyeron y equiparon los barcos del rey para utilizarlos tanto en el comercio como en la guerra, uno de los cuales le acompañó en su expedición a las islas en 1429. El cargo de Lord Alto Almirante fue probablemente fundado en este periodo. En sus luchas con sus nobles en 1488 Jaime III recibió ayuda de sus dos barcos de guerra el Flower y el King's Carvel también conocido como el Yellow Carvel.

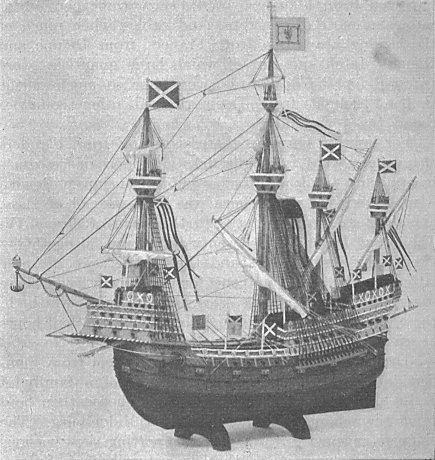
A model of the Great Michael in the Royal Museum

Los barcos escoceses tuvieron cierto éxito contra los corsarios, acompañaron al rey en sus expediciones en las islas e intervinieron en los conflictos de Escandinavia y el Báltico, pero fueron vendidos después de la campaña de Flodden y después de 1516 y los esfuerzos navales escoceses dependerían de los capitanes corsarios y de los mercantes contratados. James V no compartió el interés de su padre por desarrollar una armada y la construcción naval quedó rezagada respecto a los Países Bajos. Despite truces between England and Scotland there were periodic outbreaks of a guerre de course. Jaime V construyó un nuevo puerto en Burntisland en 1542. El principal uso del poder naval en su reinado fue una serie de expediciones a las Islas y a Francia. Tras la Unión de las Coronas en 1603 finalizó el conflicto entre Escocia e Inglaterra, pero Escocia se vio involucrada en la política exterior de Inglaterra, abriendo la navegación escocesa a los ataques. En 1626 se compró y equipó una escuadra de tres barcos. También hubo varias flotas de corsarios de marque.. En 1627, la Real Armada Escocesa y los contingentes de corsarios del burgo que la acompañaban participaron en el gran expedición a Vizcaya. Los escoceses también volvieron a las Indias Occidentales y en 1629 participó en la toma de Quebec.
Durante las Guerras de los Obispos, el rey intentó bloquear Escocia y planeó asaltos anfibios desde Inglaterra en la costa oriental y desde Irlanda en la occidental. Los corsarios escoceses se llevaron varios premios ingleses. Después de que los Covenanters se aliaran con el Parlamento inglés, establecieron dos escuadras de patrulla para las costas del Atlántico y del Mar del Norte, conocidas colectivamente como la "Guardia Escocesa". La armada escocesa no pudo resistir a la flota inglesa que acompañaba al ejército dirigido por Cromwell que conquistó Escocia en 1649-51 y los barcos y tripulaciones escocesas se repartieron entre la flota de la Commonwealth. Los marineros escoceses recibían protección contra la impresión arbitraria por parte de los hombres de guerra ingleses, pero durante la segunda mitad del siglo XVII se recaudó una cuota fija de reclutas para la Royal Navy en los burgos de la costa. Royal Navy patrols were now found in Scottish waters even in peacetime. En la Segunda (1665-67) y en la tercera guerra anglo-neerlandesa (1672-74) entre 80 y 120 capitanes, tomaron cartas de marque escocesas y los corsarios jugaron un papel importante en el conflicto naval. En la década de 1690, los comerciantes establecieron una pequeña flota de cinco barcos para el Esquema del Darién, y se estableció una armada profesional para la protección del comercio en aguas interiores durante la guerra de los Nueve Años, con tres buques de guerra construidos expresamente y comprados a constructores navales ingleses en 1696. Tras las Act of Union en 1707, estos buques fueron transferidos a la Royal Navy.

### Ejércitos de Escocia

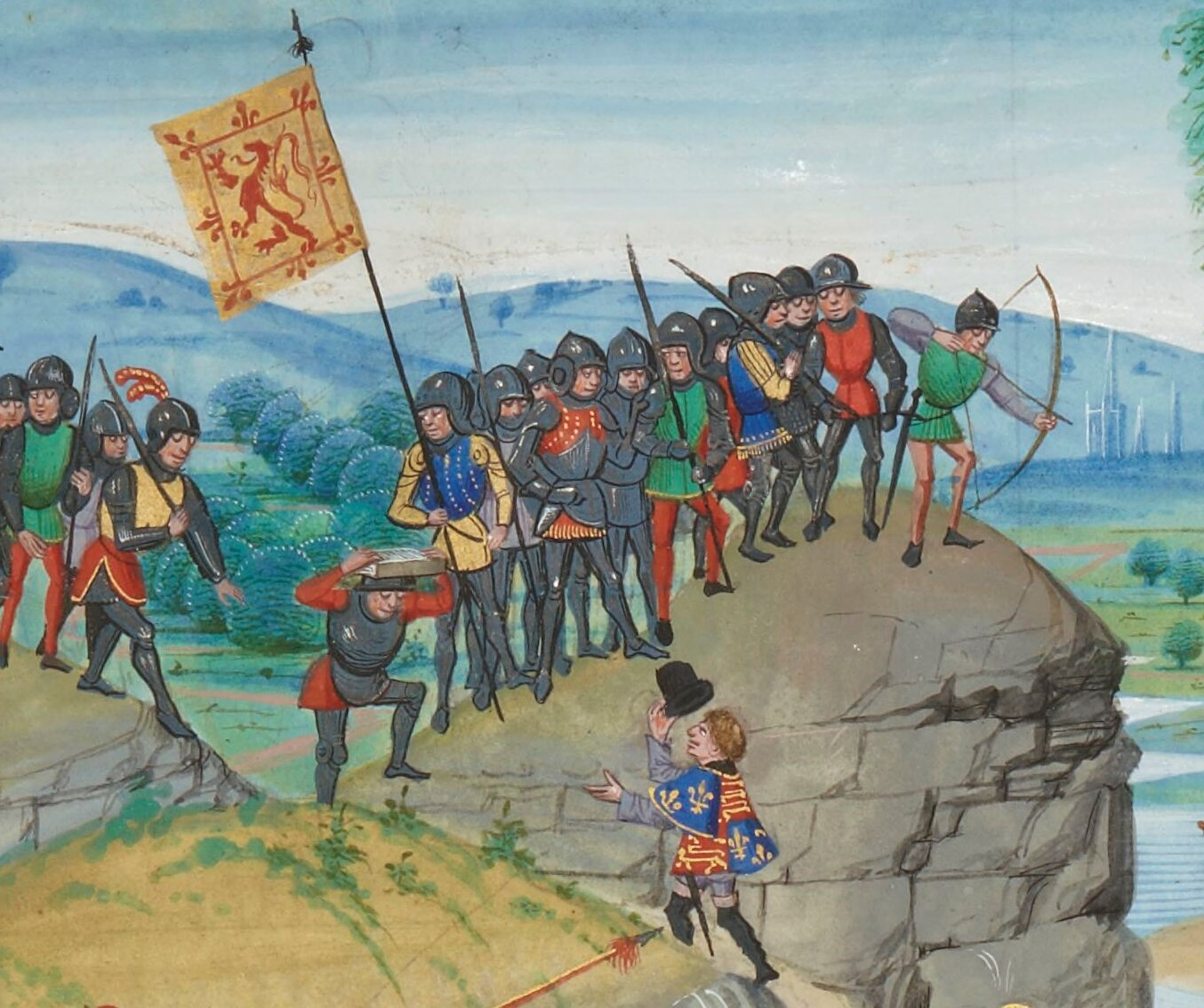
Soldados escoceses en el periodo de la guerra de los Cien Años, detalle de una edición de las Crónicas de Froissart

Antes de las Guerras de los Tres Reinos en 1644, no existía un ejército permanente en el Reino de Escocia. En la Alta Edad Media la guerra en Escocia se caracterizaba por el uso de pequeñas bandas de guerra de tropas domésticas que a menudo participaban en incursiones y guerras de bajo nivel. En la Alta Edad Media, los reyes de Escocia podían comandar fuerzas de decenas de miles de hombres durante cortos periodos como parte del "ejército común", principalmente de lanceros y arqueros mal blindados. Después de la "revolución davidiana" del siglo XII, que introdujo elementos del feudalismo en Escocia, estas fuerzas se vieron incrementadas por un pequeño número de caballeros montados y fuertemente acorazados. Estos ejércitos rara vez consiguieron hacer frente a los ejércitos, normalmente más grandes y profesionales, producidos por Inglaterra, pero fueron utilizados con buenos resultados por Robert I de Escocia en la Batalla de Bannockburn en 1314 para asegurar la independencia de Escocia. Después de las Guerras de la Independencia de Escocia, la Auld Alliance entre Escocia y Francia desempeñó un papel importante en las actividades militares del país, especialmente durante la guerra de los Cien Años. En la Tarde Edad Media bajo la Reyes Stewart las fuerzas se incrementaron con tropas especializadas, en particular hombres de armas y arqueros, contratados mediante bonos de manrent, similares a los indentures ingleses de la misma época. Los arqueros fueron muy solicitados como mercenarios en los ejércitos franceses del siglo XV para ayudar a contrarrestar la superioridad inglesa en esta arma, convirtiéndose en un elemento importante de las guardias reales francesas como el Garde Écossaise. Los Estuardos también adoptaron importantes innovaciones en la guerra continental, como las picas más largas y el uso extensivo de la artillería. Sin embargo, a principios del siglo XVI, uno de los ejércitos escoceses mejor armados y más numerosos jamás reunidos todavía sufrió una derrota a manos de un ejército inglés en la Batalla de Flodden de 1513, que supuso la destrucción de un gran número de tropas ordinarias, de un amplio sector de la nobleza y del rey James IV..
.

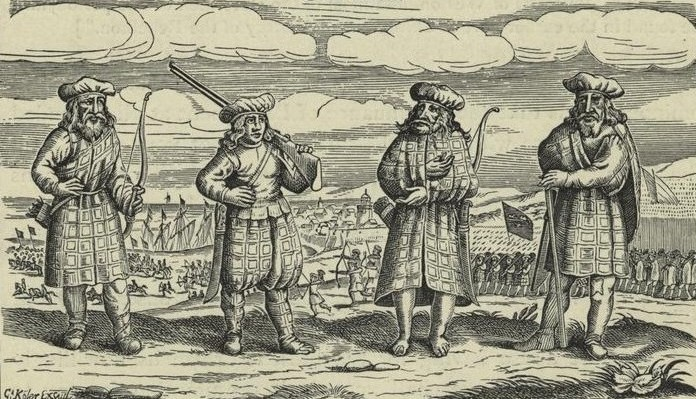
La primera imagen de soldados escoceses con tartán; grabado alemán de 1631

En el siglo XVI, la corona asumió un papel cada vez más importante en el suministro de equipo militar. La pica empezó a sustituir a la lanza y los escoceses empezaron a pasar del arco a las armas de fuego de pólvora. La caballería pesada feudal había empezado a desaparecer de los ejércitos escoceses y los escoceses alinearon un número relativamente grande de caballos ligeros, a menudo procedentes de las fronteras. Jaime IV trajo expertos de Francia, Alemania y los Países Bajos y estableció una fundición de armas en 1511. Un jefe de clan como John Grant de Freuchie en 1596 podía reunir entre sus parientes, amigos y sirvientes a 500 hombres capaces de luchar por Rey Jacobo y el Sheriff de Moray. De ellos, 40 tenían habergeons, espadas de dos mangos y cascos, y otros 40 estaban armados "según la costumbre de las Highlands" con arcos, cascos, espadas y targes.
A principios del siglo XVII, un número relativamente grande de escoceses prestó servicio en los ejércitos extranjeros que participaron en la guerra de los Treinta Años. A medida que el conflicto armado con Carlos I en las Guerras Episcopales se hacía probable, cientos de mercenarios escoceses regresaron a casa del servicio exterior, incluyendo líderes experimentados como Alexander y David Leslie y estos veteranos jugaron un papel importante en la formación de reclutas. Estos sistemas constituirían la base de los ejércitos Covenanter que intervinieron en las guerras civiles de Inglaterra e Irlanda. La infantería escocesa estaba generalmente armada, como era casi universal en Europa occidental, con una combinación de picas y disparos. Los ejércitos escoceses también podían tener individuos con una variedad de armas, incluyendo arcos, hachas de Lochabers y alabardas. La mayoría de la caballería estaba probablemente equipada con pistolas y espadas, aunque hay algunas pruebas de que incluían lanceros. Los ejércitos realistas, como los dirigidos por James Graham, marqués de Montrose (1643-44) y en el levantamiento de Glencairn (1653-54), estaban compuestos principalmente por infantería armada de forma convencional con picas y disparos. Las fuerzas de Montrose carecían de artillería pesada adecuada para la guerra de asedio y sólo tenían una pequeña fuerza de caballería.

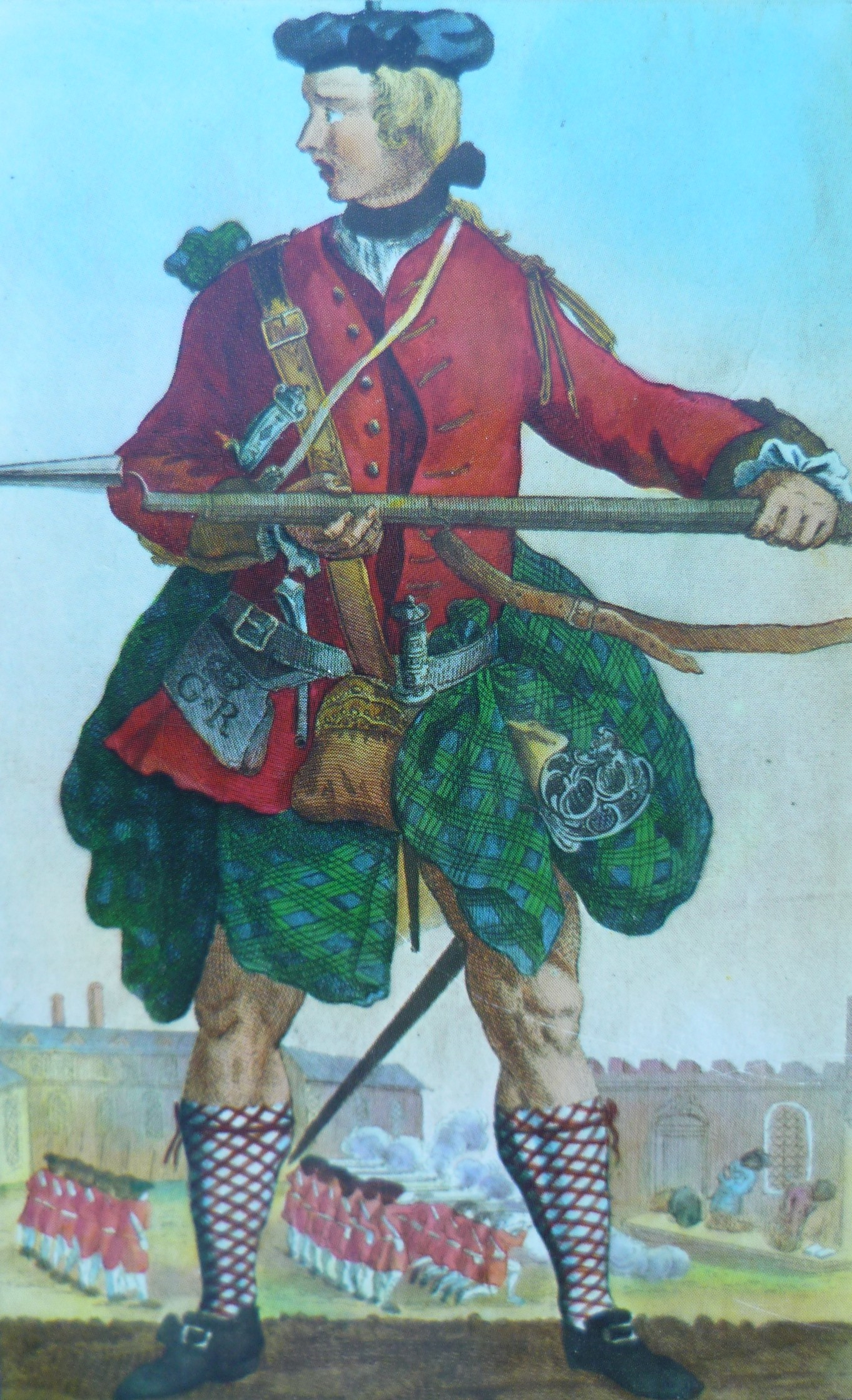
Soldier of the Black Watch c. 1740

En la Restauración, el Consejo Privado estableció una fuerza de varios regimientos de infantería y algunas tropas de caballería y hubo intentos de fundar una milicia nacional según el modelo inglés. El ejército permanente se empleó principalmente en la represión de las rebeliones de los Covenanters y en la guerra de guerrillas emprendida por los Cameronianos en el Este. Los piqueros perdieron importancia a finales del siglo XVII y, tras la introducción de la bayoneta de encaje, desaparecieron por completo, mientras que los mosquetes de cerillas fueron sustituidos por los más fiables de pedernal. En vísperas de la Revolución Gloriosa, el ejército permanente de Escocia contaba con unos 3.000 hombres en varios regimientos y otros 268 veteranos en las principales ciudades de guarnición. Después de la Revolución Gloriosa, los escoceses se vieron envueltos en las guerras continentales del rey Guillermo III o Guillermo II, comenzando con la guerra de los Nueve Años en Flandes (1689–97). En la época de las Actas de Unión, el Reino de Escocia contaba con un ejército permanente de siete unidades de infantería, dos de caballería y una tropa de Caballería de la Casa, además de diversos niveles de artillería de fortaleza en los castillos de guarnición de Edimburgo, Dumbarton, y Stirling.

### Wars and battles to 1707
- Guerra escocesa-noruega
  - Batalla de Largs

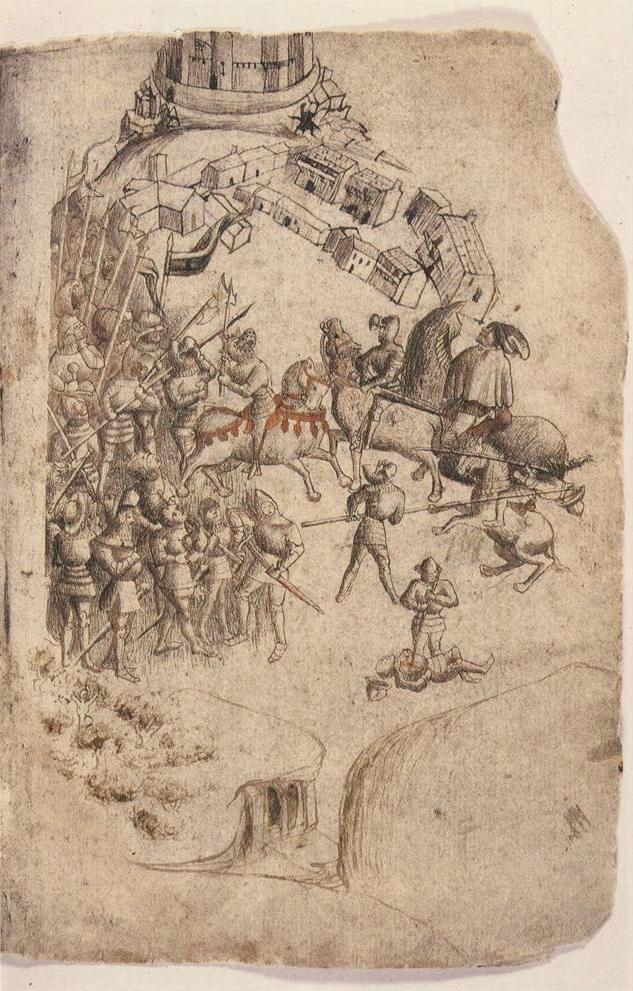
The earliest known depiction of the Battle of Bannockburn in 1314 from a 1440s manuscript of Walter Bower's Scotichronicon

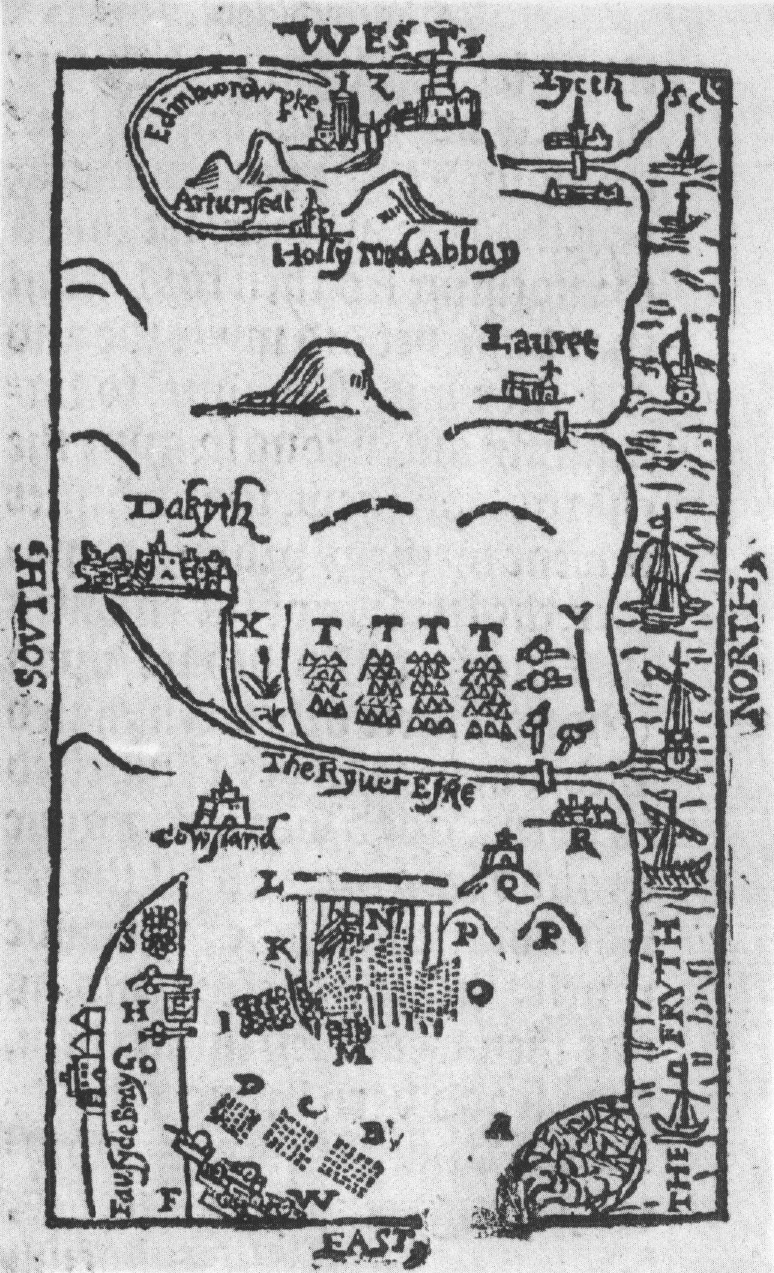
Battle of Pinkie, woodcut illustration from William Patten, (1548)

- Guerras de la Independencia de Escocia
  - Primera Guerra de la Independencia de Escocia
    - Batalla de Dunbar
    - Batalla de Stirling
    - Batalla de Falkirk
    - Batalla de Bannockburn

  - Segunda Guerra de la Independencia escocesa
    - Batalla de Halidon Hill
    - Battle of Nesbit Moor
- Guerras anglo-escocesas
  - Batalla de Otterburn
  - Batalla de Nesbit Moor
- Guerra de la Liga de Cambrai
  - Batalla de Flodden
- Rough Wooing
  - Batalla de Ancrum Moor
  - Batalla de Pinkie
  - Asedio de Haddington
- Guerra civil mariana
  - Batalla de Langside
  - Lang Siege
- Wars of the Three Kingdoms
  - Guerras de los obispos
  - Guerras confederadas irlandesas
  - Primera guerra civil inglesa
  - Segunda guerra civil inglesa
    - Battle of Preston

  - Tercera guerra civil inglesa
    - Batalla de Dunbar
    - Batalla de Worcester
- Levantamiento jacobita
  - Levantamiento jacobita (1689-92)
    - Batalla de Killiecrankie

### Castillos

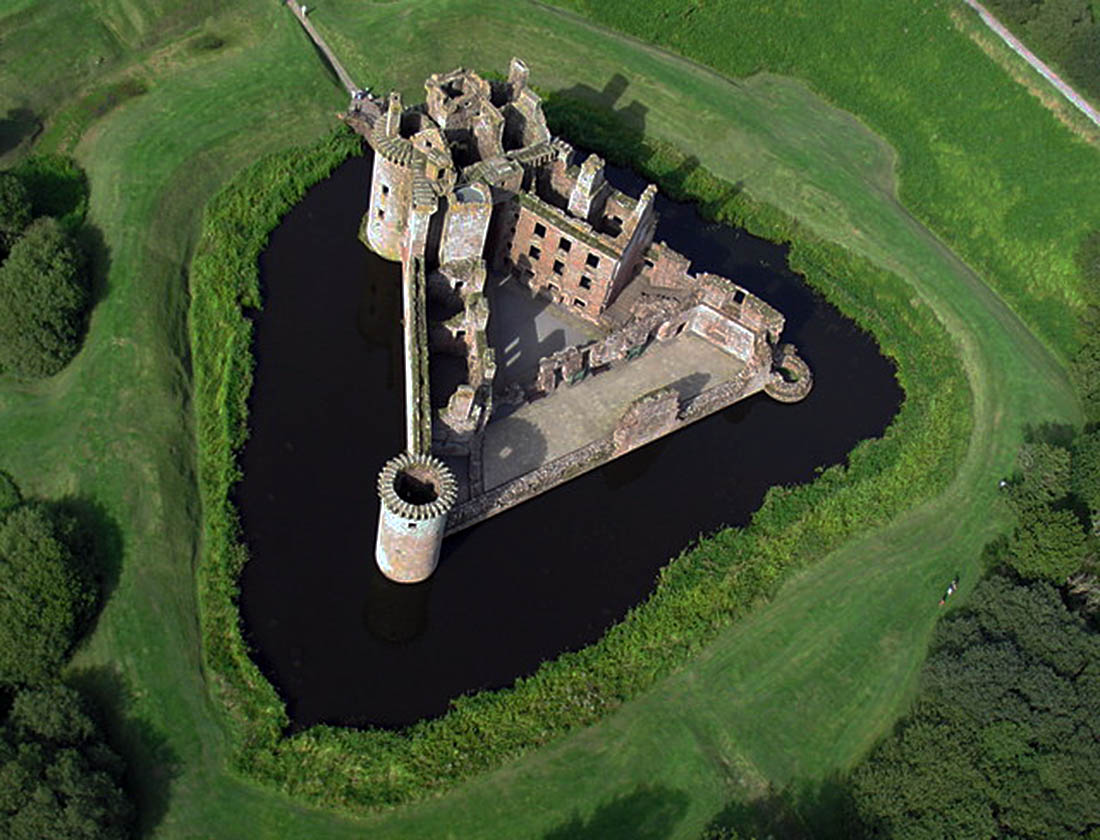
Caerlaverock Castle, un castillo triangular con foso, construido por primera vez en el siglo XIII

Los castillos llegaron a Escocia con la introducción del feudalismo en el siglo XII. Inicialmente eran construcciones de madera motte-and-bailey, pero muchos fueron sustituidos por castillos de piedra con un alto muro cortina. Durante las Guerras de Independencia, Robert the Bruce llevó a cabo una política de desprecio de castillos . A finales de la Edad Media se construyeron nuevos castillos, algunos a mayor escala, como castillos de "librea y mantenimiento" que podían mantener una gran guarnición. El armamento de pólvora llevó a la utilización de troneras, plataformas para montar cañones y muros adaptados para resistir el bombardeo.
Muchos de los castillos bajomedievales construidos en las fronteras tenían la forma de casas-torre, torres pele más pequeñas o más simples bastle houses. A partir del siglo XV hubo una fase de construcción de palacios del Renacimiento, que los reestructuró como palacios tipo castillo, comenzando por el Linlithgow. Los elementos de los castillos medievales, los palacios reales y las casas-torre se utilizaron en la construcción de casas baronales escocesas [que se construyeron en gran medida para la comodidad, pero con una apariencia de castillo. En los siglos XVII y XVIII, la importancia militar de los castillos disminuyó, pero se convirtieron cada vez más en atracciones turísticas. A partir de finales del siglo XVIII se recuperan elementos del estilo baronial escocés y la tendencia se confirmaría en popularidad con la reconstrucción del Castillo de Balmoral en el siglo XIX y su adopción como retiro por la Reina Victoria. En el siglo XX sólo hubo ejemplos aislados de nuevas casas con influencia de castillos.

## Parte de las Fuerzas Armadas Británicas

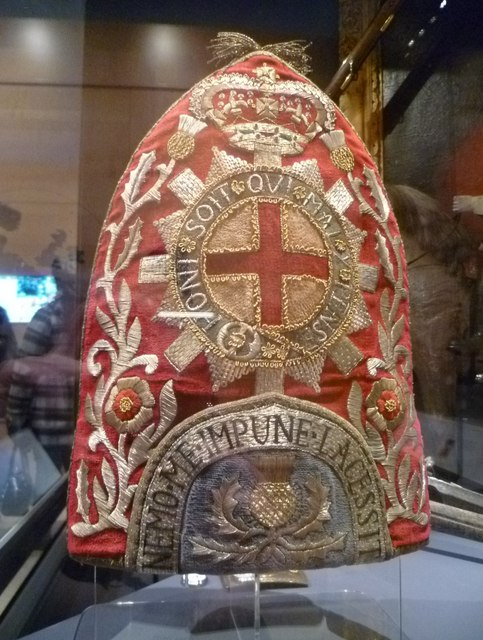
Scottish soldier's cap worn after the 1707 Union

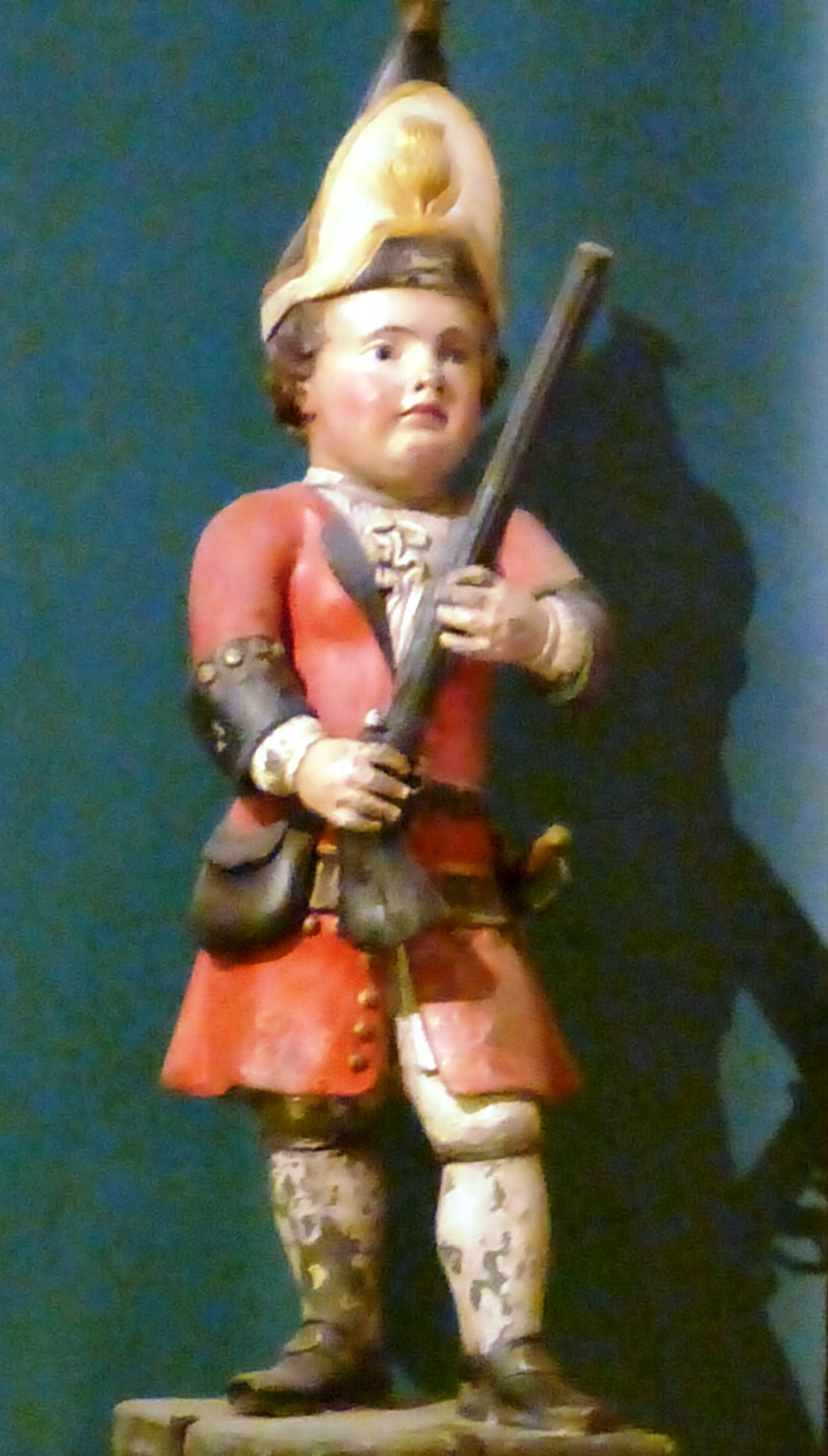
Comical depiction of a Scottish soldier, c.1720

Tras las Act of Union de 1707, el Ejército y la Marina escoceses se fusionaron con los de Inglaterra. El nuevo Ejército Británico incorporó regimientos escoceses ya existentes, como los Scots Guards (Regimiento Real del Marqués de Argyll), The Royal Scots 1st of Foot (Regimiento Real de a pie), King's Own Scottish Borderers 25th of Foot (Regimiento de Leven), El 26th (Cameronian) Regiment of Foot (Regimiento del Conde de Angus), Scots Greys (Dragones Escoceses) y los Royal Scots Fusiliers 21st of Foot (Regimiento de Pie del Conde de Mar). Los tres buques de la pequeña Marina Real Escocesa fueron transferidos a la Royal Navy (la Royal William, una fragata de 32 cañones de quinta categoría, se convirtió en el HMS Edinburgh; la Royal Mary, una fragata de 24 cañones de sexta categoría, se convirtió en el HMS Glasgow; la Dumbarton Castle, una fragata de sexta categoría, se convirtió en el HMS Dumbarton Castle). Las nuevas Fuerzas Armadas fueron controladas por el War Office y el Admiralty desde Londres. A partir de mediados del siglo XVIII, el Ejército Británico comenzó a reclutar un número relativamente grande de Highlanders. El primer regimiento oficial de las Highlands que se alzó para el ejército británico fue el Black Watch en 1740, pero el crecimiento de los regimientos de las Highlands se vio retrasado por la Rebelión Jacobita de 1745. Durante este periodo, los soldados y marineros escoceses fueron fundamentales para apoyar la expansión del Imperio Británico y se involucraron en muchos conflictos internacionales. Entre ellos destacan la guerra de sucesión española (1702-13), la Cuádruple Alianza (1718-20), la guerra de sucesión austríaca (1740-48), la guerra de los Siete Años (1756-63) y las Guerras de Independencia de Estados Unidos (1775-83).

### Guerras Napoleónicas
Los escoceses tuvieron una notable influencia en la guerra durante este periodo. Entre los marinos destacados de la época se encuentran:
- Almirante Sir Charles (John) Napier.
- Almirante Adam Duncan, 1.º Vizconde Duncan de Camperdown, dirigió la flota de la Royal Navy que derrotó a los holandeses en la Batalla de Camperdown el 11 de octubre de 1797.
- Thomas Cochrane, 10º conde de Dundonald|Almirante Thomas Cochrane, 10.º conde de Dundonald, fue uno de los capitanes más audaces y exitosos de las guerras napoleónicas, lo que llevó a los franceses a apodarlo "le loup de mer" ("el lobo de mar"). Tras ser destituido de la Marina Real, sirvió en las armadas rebeldes de Chile, Brasil y Grecia durante sus guerras de independencia, antes de ser reincorporado como almirante a la Marina Real. Su vida y sus hazañas fueron una de las inspiraciones para los novelistas del siglo XX C. S. Forester de Horatio Hornblower y Patrick O'Brian de Jack Aubrey.
- Teniente general Sir John Moore.
- Alexander Abercromby.
- Thomas Graham, primer barón de Lynedoch.
- George Ramsay, 9.º Conde de Dalhousie.
- Robert Craufurd.
- John Hope, 4.º conde de Hopetoun